# Svartgöl (Odensvi socken, Småland)
Svartgöl är en sjö i Västerviks kommun i Småland och ingår i Botorpsströmmens huvudavrinningsområde.